# All-Star Game de la NBA 2010

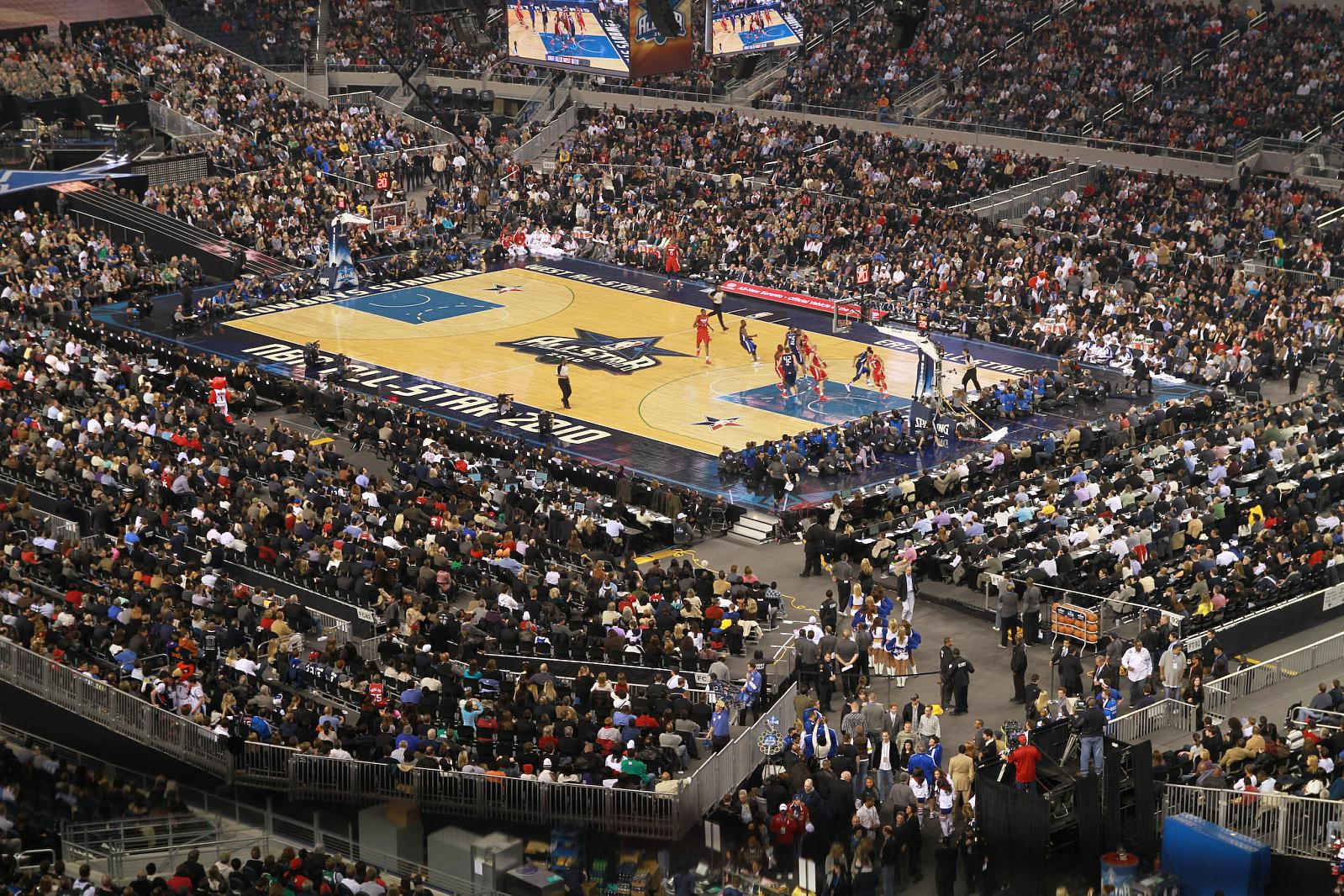
All-Star de la NBA 2010

El All-Star Game de la NBA de 2010 se disputó en la ciudad de Arlington - Dallas (Texas) el 14 de febrero de 2010, en el estadio del Cowboys Stadium, sede del equipo de fútbol americano de la NFL de los Dallas Cowboys, mientras que los eventos del All-Star Weekend de la NBA se disputaron en el American Airlines Center, sede de los Dallas Mavericks, el 12 y el 13 de febrero. Fue la 59.ª edición del All-Star Game. Se ha producido un récord de asistentes con 108.713 personas congregadas en el estadio, récord en la historia del baloncesto mundial.

## All-Star Game

### Entrenadores
Los entrenadores del All-Star Game fueron los entrenadores de los equipos que mejor porcentaje de victorias consigan hasta el 31 de enero, dos semanas antes del acontecimiento. Sin embargo, una regla de la NBA prohíbe que un entrenador sea elegido dos años consecutivos. Por eso, ni Phil Jackson ni Mike Brown, que fueron los entrenadores en el All-Star del 2009, podrían haber sido elegidos.
El entrenador de la Conferencia Oeste fue el entrenador de los Denver Nuggets George Karl. Ésta fue la cuarta ocasión en la que es elegido, las anteriores fueron en 1994, 1996 y 1998. El entrenador de la Conferencia Este fue el entrenador de los Orlando Magic Stan Van Gundy, siendo su segunda aparición en un banquillo de un All-Star, después de la de 2005.

### Jugadores

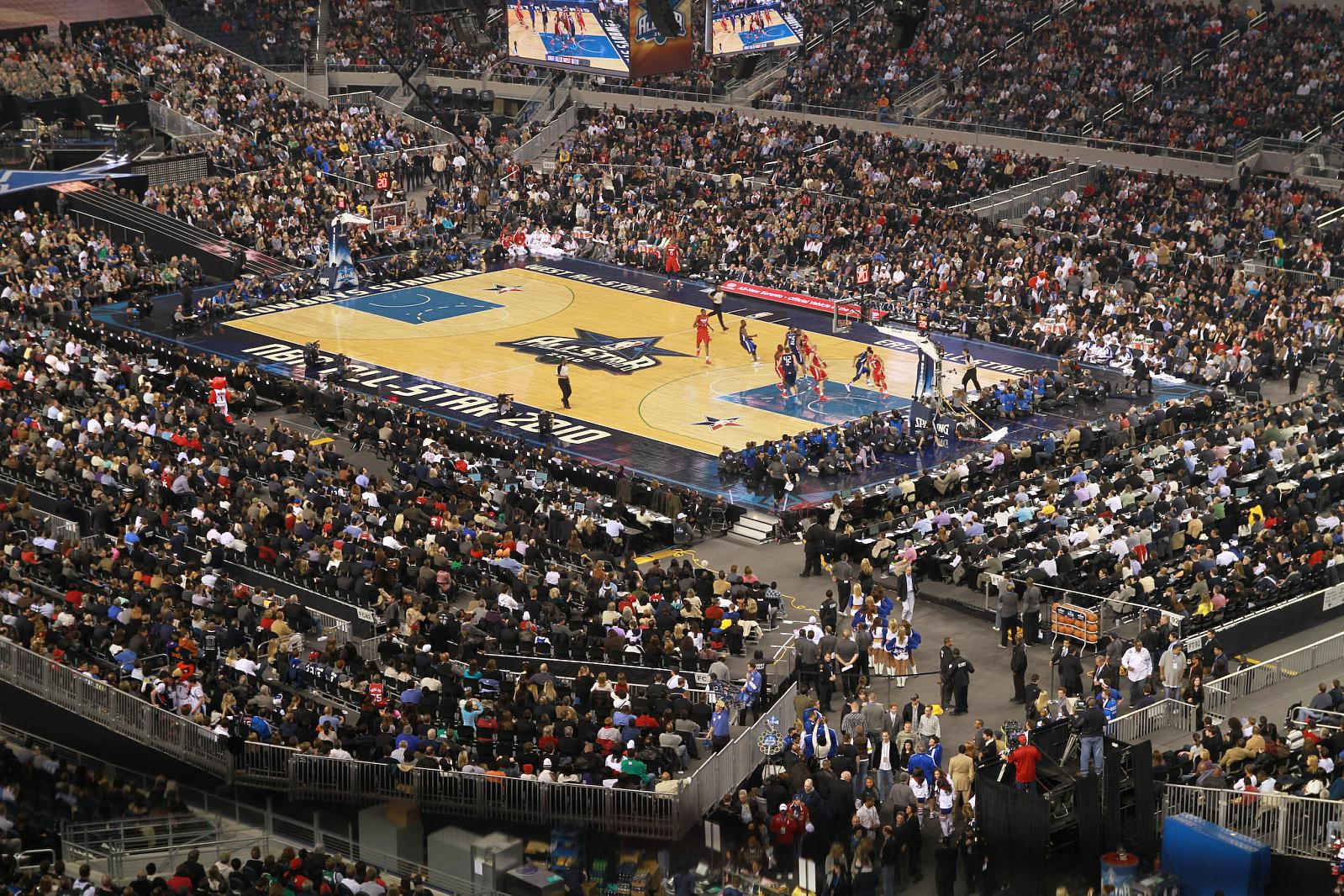
Cowboys Stadium fue la sede anfitriona de la NBA All-Star Game 2010.

Las plantillas para el All-Star Game se eligen de dos maneras. Por un lado los quintetos iniciales son elegidos mediante una votación popular, que selecciona 2 bases, dos aleros y un pívot por conferencia. Los reservas son elegidos por los entrenadores de cada una de las conferencias, sin que puedan votar por sus propios jugadores. Estos deben de elegir dos bases, dos aleros, un pívot y otros dos jugadores más sin importar su posición. Si un jugador no puede participar por lesión será el comisionado el que elegirá su sustituto.
| Pos                                        | Jugador          | Equipo              | N.º de selec. | Votos     |
| 5 inicial                                  | 5 inicial        | 5 inicial           | 5 inicial     | 5 inicial |
| ------------------------------------------ | ---------------- | ------------------- | ------------- | --------- |
| B                                          | Allen Iverson    | Philadelphia 76ers  | 11º           | 1,269,568 |
| B                                          | Dwyane Wade      | Miami Heat          | 6º            | 2,327,550 |
| A                                          | LeBron James     | Cleveland Cavaliers | 6º            | 2,549,693 |
| A                                          | Kevin Garnett    | Boston Celtics      | 13º           | 1,978,116 |
| P                                          | Dwight Howard    | Orlando Magic       | 4º            | 2,360,096 |
| Reservas                                   |                  |                     |               |           |
| B                                          | Joe Johnson      | Atlanta Hawks       | 4º            | —         |
| B                                          | Rajon Rondo      | Boston Celtics      | 1º            | —         |
| B                                          | Derrick Rose     | Chicago Bulls       | 1º            | —         |
| A                                          | Paul Pierce      | Boston Celtics      | 8º            | —         |
| A                                          | Gerald Wallace   | Charlotte Bobcats   | 1º            | —         |
| A/P                                        | Chris Bosh       | Toronto Raptors     | 5º            | —         |
| P                                          | Al Horford       | Atlanta Hawks       | 1º            | —         |
| P                                          | David Lee (res.) | New York Knicks     | 1º            | —         |
| Entrenador: Stan Van Gundy (Orlando Magic) |                  |                     |               |           |

| Pos                                      | Jugador                 | Equipo                 | N.º de selec. | Votos     |
| 5 inicial                                | 5 inicial               | 5 inicial              | 5 inicial     | 5 inicial |
| ---------------------------------------- | ----------------------- | ---------------------- | ------------- | --------- |
| B                                        | Steve Nash              | Phoenix Suns           | 7º            | 1,222,235 |
| B                                        | Kobe Bryant             | Los Angeles Lakers     | 12º           | 2,456,224 |
| A                                        | Carmelo Anthony         | Denver Nuggets         | 3º            | 2,137,560 |
| A                                        | Amar'e Stoudemire       | Phoenix Suns           | 5º            | 1,824,093 |
| P                                        | Tim Duncan              | San Antonio Spurs      | 12º           | 1,156,696 |
| Reservas                                 |                         |                        |               |           |
| B                                        | Chris Paul              | New Orleans Hornets    | 3º            | —         |
| B                                        | Chauncey Billups (res.) | Denver Nuggets         | 5º            | —         |
| B                                        | Brandon Roy             | Portland Trail Blazers | 3º            | —         |
| B                                        | Deron Williams          | Utah Jazz              | 1º            | —         |
| B                                        | Jason Kidd (res.)       | Dallas Mavericks       | 10º           | —         |
| A                                        | Kevin Durant            | Oklahoma City Thunder  | 1º            | —         |
| A                                        | Dirk Nowitzki           | Dallas Mavericks       | 9º            | —         |
| A                                        | Zach Randolph           | Memphis Grizzlies      | 1º            | —         |
| A/P                                      | Pau Gasol               | Los Angeles Lakers     | 3º            | —         |
| P                                        | Chris Kaman (res.)      | Los Angeles Clippers   | 1º            | —         |
| Entrenador: George Karl (Denver Nuggets) |                         |                        |               |           |

Notas
1. ↑  Allen Iverson renunció a participar en el partido debido a una enfermedad de su hija y David Lee fue su sustituto. Su puesto de titular lo decidirá el entrenador del Este, Stan Van Gundy.
2. ↑  Kobe Bryant se lesionó una semana antes del partido y Jason Kidd fue su sustituto. Su puesto de titular lo decidirá el entrenador del Oeste, George Karl.
3. ↑  Chris Paul se lesionó dos semanas antes del partido y Chauncey Billups fue su sustituto.
4. ↑  Brandon Roy se lesionó dos semanas antes del partido y Chris Kaman fue su sustituto.

| 14 de febrero | Eastern Conference All-Stars                             | 141–139                               | Western Conference All-Stars                                                   | |  |
| 8:00 p. m. ET | Parciales: 37-34, 39-35, 42-40, 23-30                    | Parciales: 37-34, 39-35, 42-40, 23-30 | Parciales: 37-34, 39-35, 42-40, 23-30                                          | |  |
|               | Estadísticas Dwyane Wade 28 Chris Bosh 10 Dwyane Wade 11 | Reporte Pts Reb Asts                  | Estadísticas Carmelo Anthony 27 Anthony y Stoudemire 10 cada uno Steve Nash 13 | Pabellón: Cowboys Stadium, Arlington, Texas Asistencia: 108,713 espectadores Árbitros: - #48 Scott Foster - #19 James Capers - #63 Derek Richardson Televisión: TNT |  |

## All-Star Weekend

### Rookie Challenge
| A/P                                                        | DeJuan Blair     | San Antonio Spurs      |
| A                                                          | Omri Casspi      | Sacramento Kings       |
| B                                                          | Stephen Curry    | Golden State Warriors  |
| B                                                          | Tyreke Evans     | Sacramento Kings       |
| B                                                          | Jonny Flynn      | Minnesota Timberwolves |
| A                                                          | Taj Gibson       | Chicago Bulls          |
| B                                                          | James Harden     | Oklahoma City Thunder  |
| B                                                          | Brandon Jennings | Milwaukee Bucks        |
| A                                                          | Jonas Jerebko    | Detroit Pistons        |
| Entrenador: Adrian Dantley (Denver Nuggets)                |                  |                        |
| Entrenador asistente: Kevin Durant (Oklahoma City Thunder) |                  |                        |

| A                                                  | Michael Beasley   | Miami Heat             |
| P                                                  | Marc Gasol        | Memphis Grizzlies      |
| E                                                  | Danilo Gallinari  | New York Knicks        |
| B                                                  | Eric Gordon       | Los Angeles Clippers   |
| P                                                  | Brook Lopez       | New Jersey Nets        |
| A/P                                                | Kevin Love        | Minnesota Timberwolves |
| B                                                  | O.J. Mayo         | Memphis Grizzlies      |
| B                                                  | Anthony Morrow    | Golden State Warriors  |
| B                                                  | Derrick Rose      | Chicago Bulls          |
| B                                                  | Russell Westbrook | Oklahoma City Thunder  |
| Entrenador: Patrick Ewing (Orlando Magic)          |                   |                        |
| Entrenador asistente: Chris Bosh (Toronto Raptors) |                   |                        |

Notas
1. 1 2  Anthony Morrow reemplazó a Derrick Rose debido a su participación en el Skills Challenge y el All-Star Game.

| 12 de febrero | Rookies                                                         | 140–128                            | Sophomores                                                            | |  |
| 9:00 p. m. ET | Marcador por tiempos: 67–55, 73–73                              | Marcador por tiempos: 67–55, 73–73 | Marcador por tiempos: 67–55, 73–73                                    | |  |
|               | Estadísticas Tyreke Evans 26 DeJuan Blair 23 Brandon Jennings 8 | Estadísticas Pts Reb Asts          | Estadísticas Russell Westbrook 40 Beasley, Lopez 7 each O. J. Mayo 10 | Pabellón: American Airlines Center, Dallas, Texas Asistencia: 19,200 espectadores Árbitros: - #67 John Goble - #65 Sean Wright - #60 David Guthrie Televisión: TNT |  |

### Concurso de Mates
| Pos. | Jugador        | Equipo             | Altura | Peso | 1.ª ronda | 1.ª ronda | 1.ª ronda | Ronda final |
| Pos. | Jugador        | Equipo             | Altura | Peso | 1.er mate | 2º mate   | Total     | Votos       |
| ---- | -------------- | ------------------ | ------ | ---- | --------- | --------- | --------- | ----------- |
| B    | Nate Robinson  | New York Knicks    | 1,75   | 82   | 44        | 45        | 89        | 51%         |
| B    | DeMar DeRozan  | Toronto Raptors    | 2,01   | 100  | 42        | 50        | 92        | 49%         |
| B    | Shannon Brown  | Los Angeles Lakers | 1,93   | 96   | 37        | 41        | 78        |             |
| A    | Gerald Wallace | Charlotte Bobcats  | 2,01   | 100  | 38        | 40        | 78        |             |

| Pos. | Jugador       | Equipo               | Altura | Peso | Votos |
| ---- | ------------- | -------------------- | ------ | ---- | ----- |
| B    | DeMar DeRozan | Toronto Raptors      | 2,01   | 100  | 61%   |
| B    | Eric Gordon   | Los Angeles Clippers | 1,91   | 101  | 39%   |

### Concurso de Triples
| Pos. | Jugador          | Equipo                | Altura | Peso | 1.ª ronda | Ronda final |
| ---- | ---------------- | --------------------- | ------ | ---- | --------- | ----------- |
| A    | Paul Pierce      | Boston Celtics        | 2,01   | 106  | 17        | 20          |
| B    | Stephen Curry    | Golden State Warriors | 1,91   | 84   | 18        | 17          |
| B    | Chauncey Billups | Denver Nuggets        | 1,91   | 92   | 17        | 14          |
| B    | Daequan Cook     | Miami Heat            | 1,93   | 93   | 15        |             |
| P    | Channing Frye    | Phoenix Suns          | 2,11   | 112  | 15        |             |
| A    | Danilo Gallinari | New York Knicks       | 2,08   | 102  | 15        |             |

### Skills Challenge
| Pos. | Jugador           | Equipo                | Altura | Peso | 1.ª ronda | Ronda final |
| ---- | ----------------- | --------------------- | ------ | ---- | --------- | ----------- |
| B    | Steve Nash        | Phoenix Suns          | 1,91   | 81   | 35.0      | 29.9        |
| B    | Deron Williams    | Utah Jazz             | 1,91   | 94   | 34.1      | 37.9        |
| B    | Brandon Jennings  | Milwaukee Bucks       | 1,85   | 77   | 35.7      |             |
| B    | Russell Westbrook | Oklahoma City Thunder | 1,93   | 87   | 44.1      |             |

### Shooting Stars
| Ciudad      | Miembros               | Equipo                          | 1.ª ronda | Ronda final |
| ----------- | ---------------------- | ------------------------------- | --------- | ----------- |
| Texas       | Dirk Nowitzki          | Dallas Mavericks                | 1:28.0    | 34.3        |
| Texas       | Becky Hammon           | San Antonio Silver Stars        | 1:28.0    | 34.3        |
| Texas       | Kenny Smith            | Houston Rockets (retirado)      | 1:28.0    | 34.3        |
| Los Ángeles | Pau Gasol              | Los Angeles Lakers              | 1:00.0    | 55.2        |
| Los Ángeles | Marie Ferdinand-Harris | Los Angeles Sparks              | 1:00.0    | 55.2        |
| Los Ángeles | Brent Barry            | Los Angeles Clippers (retirado) | 1:00.0    | 55.2        |
| Atlanta     | Joe Johnson            | Atlanta Hawks                   | 1:46.0    |             |
| Atlanta     | Angel McCoughtry       | Atlanta Dream                   | 1:46.0    |             |
| Atlanta     | Steve Smith            | Atlanta Hawks (retirado)        | 1:46.0    |             |
| Sacramento  | Tyreke Evans           | Sacramento Kings                | 1:47.0    |             |
| Sacramento  | Nicole Powell          | Sacramento Monarchs             | 1:47.0    |             |
| Sacramento  | Chris Webber           | Sacramento Kings (retirado)     | 1:47.0    |             |

### H-O-R-S-E Competition
| Pos. | Jugador      | Equipo                | Altura | Peso | Resultado |
| ---- | ------------ | --------------------- | ------ | ---- | --------- |
| A    | Kevin Durant | Oklahoma City Thunder | 2,06   | 104  | H-O-R     |
| B    | Rajon Rondo  | Boston Celtics        | 1,85   | 78   | H-O-R-S-E |
| A    | Omri Casspi  | Sacramento Kings      | 2,06   | 102  | H-O-R-S-E |